# 오포트선
오포트선(노르웨이어: Ofotbanen)은 스웨덴 릭스그랜센과 노르웨이 나르비크를 잇는 철도 노선이다. 노르웨이에서 제일 북쪽에 있는 철도 노선이며, 1902년 11월 15일 개업하였고, 1923년 교류 15kV로 전철화되었다. 스웨덴 쪽에서 말름 선과 직결된다.
오포트 선의 주 목적은 스웨덴 키루나에서 생산된 철광석을 노르웨이 나르비크 항으로 운반하는 것이다. 여객 영업도 이루어지며, 스웨덴 스톡홀름까지 약 1580km의 거리를 20시간 동안 운행하는 열차도 있다. 2006년 1590만 톤의 화물을 수송했으며, 노르웨이에 있는 다른 모든 철도를 합친 것보다 많다. 총 운송량은 6억 9천만 톤-km이다.

## 운영자
다음 운영자의 차량이 이 선로를 사용한다.
- SJ는 오포트바넨 AS를 대행하여 스웨덴으로 가는 열차를 운행한다.
- 말름트라픽은 키루나로 가는 철광석 열차를 운행한다.
- 오포트바넨 AS와 카고넷은 ARE 열차를 포함한 일반 화물 열차를 운행한다. ARE(Arctic Rail Express) 열차는 나르비크에서 오슬로로 곧바로 진행하며, 물고기를 남부로 운송하고 어류 가공품을 북부로 운송한다.

## 역 목록
| 역명           | 노르웨이어 역명 | 접속 노선 | 역간 거리 | 누적 거리 | 소재지            |
| -------------- | --------------- | --------- | --------- | --------- | ----------------- |
| 나르비크 항    | Narvik hamn     |           | 0.00      | 0.00      | 노르웨이 나르비크 |
| 나르비크       | Narvik          |           | 3.70      | 3.70      | 노르웨이 나르비크 |
| 스트라움스네스 | Straumsnes      |           | 10.08     | 13.78     | 노르웨이 나르비크 |
| 롬바크         | Rombak          |           | 7.08      | 20.86     | 노르웨이 나르비크 |
| 카테라트       | Katterat        |           | 8.87      | 29.73     | 노르웨이 나르비크 |
| 쇠스테르베크   | Søsterbekk      |           | 6.27      | 36.00     | 노르웨이 나르비크 |
| 비외른펠       | Bjørnfjell      |           | 4.42      | 40.42     | 노르웨이 나르비크 |
| 릭스그랜센     | Riksgränsen     | 말름 선   | 2.14      | 42.56     | 스웨덴 릭스그랜센 |

## 사진

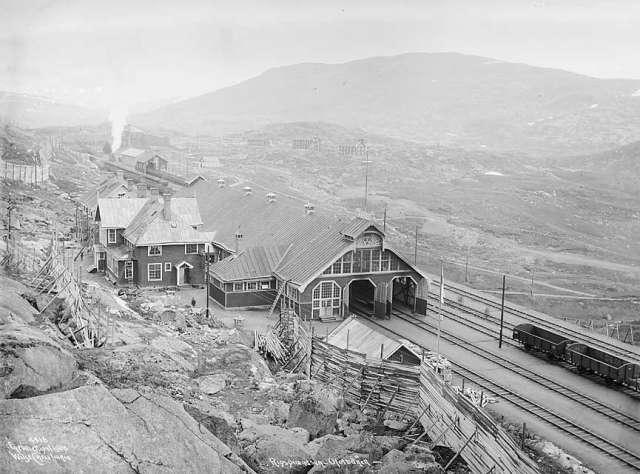
1906년 당시 비외른펠 역, 해발 고도 513m
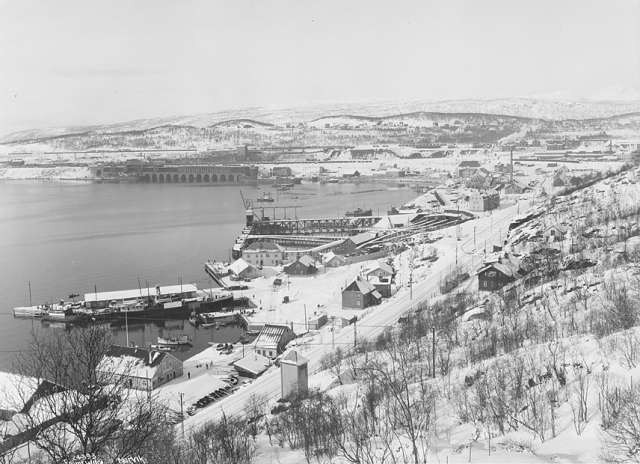
1924년 나르비크 항
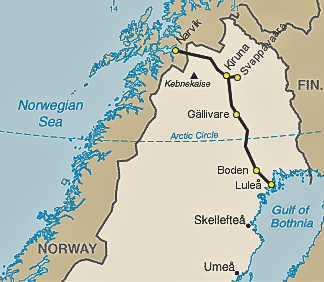
오포트 선과 말름 선 지도

## 같이 보기
- (노르웨이어) 예른반베르케트의 역 목록
- (스웨덴어) 오포트 선의 역사